# Kava (usev)
Kava ili kava-kava (lat. Piper methysticum), usev je zapadnog Pacifika. Ime kava(-kava) potiče iz tonganskog i markiskog jezika.
Koreni biljke se koriste za produkciju pića sa sedativnim i anestetičkim svojstvima. Kava se konzumira širom kultura Tihog okeana: Polinezije, uključujući Havaje, Vanuatu, Melaneziju i delove Mikronezije. Kava je sedativna i prvenstveno se konzumira radi relaksacije bez ometanja mentalne jasnoće. Njeni aktivni sastojci su kavalaktoni.
Poznato je da deo ljudi koji koriste pojedine lekove i dijetarne proizvode bazirane na kavi oboli od oštećenja ili zatajenja jetre usled njene hepatotoksičnosti. Konsekventno, proizvodi bazirani na kavi su regulisani u znatnom broju zemalja.

## Literatura
- Lindstrom, Lamont; Lebot, Vincent; Merlin, Mark David (1992). Kava: The Pacific Elixir – The Definitive Guide to its Ethnobotany, History and Chemistry. New Haven, Conn: Yale University Press. ISBN 978-0-300-05213-8. OCLC 231506209 25708300.
- The Sex Lives of Cannibals: Adrift in the Equatorial Pacific by J. Maarten Troost, Broadway Books, New York. 2004.  978-0-7679-1530-4.
- Getting Stoned with Savages: A Trip Through the Islands of Fiji and Vanuatu by J. Maarten Troost, Broadway Books, New York. 2006.  978-0-7679-2199-2.

## Spoljašnje veze
- Архивирано на веб-сајту  (21. фебруар 2021))
- „Kava”. Encyclopaedia Britannica. 14 (9th изд.). 1882.